# Eduard Bernsdorf
Eduard Bernsdorf, född den 25 mars 1825 i Dessau, död den 27 juni 1901 i Leipzig, var en tysk tonsättare, musikskriftställare och musiklärare. 
Bernsdorf var elev till Friedrich Schneider och A.B. Marx. Han blev Julius Schladebachs efterföljare som redaktör av Universal Lexicon der Tonkunst (Dresden, Schaefer 1856–1865). Bernsdorf komponerade pianomusik och sånger.